# Südasienspiele
Die Südasienspiele (engl.: South Asian Games, kurz SA Games) sind sportliche Wettkämpfe südasiatischer Staaten. Sie finden in unregelmäßigen Abständen statt und sind auch als South Asian Federation Games bekannt.

## Austragungsorte
| Jahr | Nr.  | Ort                | Land        |
| ---- | ---- | ------------------ | ----------- |
| 1984 | I    | Kathmandu          | Nepal       |
| 1985 | II   | Dhaka              | Bangladesch |
| 1987 | III  | Kalkutta           | Indien      |
| 1989 | IV   | Islamabad          | Pakistan    |
| 1991 | V    | Colombo            | Sri Lanka   |
| 1993 | VI   | Dhaka              | Bangladesch |
| 1995 | VII  | Madras             | Indien      |
| 1999 | VIII | Kathmandu          | Nepal       |
| 2004 | IX   | Islamabad          | Pakistan    |
| 2006 | X    | Colombo            | Sri Lanka   |
| 2010 | XI   | Dhaka              | Bangladesch |
| 2013 | XII  | Neu-Delhi          | Indien      |
| 2014 | XIII | Kathmandu          | Nepal       |
| 2016 | XII  | Guwahati, Shillong | Indien      |
| 2019 | XIII | Kathmandu, Pokhara | Nepal       |